# Jihad tình dục
Jihad tình dục (tiếng Ả Rập: جهاد النكاح) đề cập đến việc thực hành có mục đích xấu, trong đó phụ nữ theo dòng Hồi giáo Sunni thông cảm với các chiến binh Salafi jihad sẽ du lịch đến các vùng chiến tranh như Syria và tự nguyện dâng mình để "kết hôn" với các chiến binh thánh chiến, thường lặp đi lặp lại, và trong những cuộc hôn nhân ngắn hạn tạm thời, nhằm phục vụ tình dục cho các chiến binh để giúp họ có tinh thần chiến đấu. Được công khai lần đầu tiên vào năm 2013, và tính xác thực của việc này đã trở thành chủ đề tranh luận lớn hơn vào tháng 9 năm 2013 sau khi Bộ trưởng Nội vụ của quốc gia Hồi giáo 98% Tunisia đưa ra tuyên bố công khai xác định đây là một vấn đề quan trọng. Các nhà phê bình bác bỏ tuyên bố "các jihad tình dục" là tuyên truyền vô căn cứ và chính trị, nhưng việc phủ nhận hiện tượng này đã bị Raymond Ibrahim coi là một sự che đậy sự thật.

## Báo cáo và cáo buộc
Thuật ngữ này có nguồn gốc từ một Fatwa mang tên Jihad ul Nikaah và gán cho một giáo sĩ Ả Rập Salafi Sheikh Mohamad al-Arefe khoảng năm 2013, kêu gọi phụ nữ Sunni ủng hộ đến vùng chiến tranh để làm jihad tình dục và thúc đẩy mujaheddin chống chính phủ Syria ở Syria. Các nguồn tin thân cận với Sheikh Mohammad al-Arefe đã chối việc kêu gọi này. Bản thân ông Sheikh al-Arefe đã bác bỏ cáo buộc rằng ông đã đưa ra một fatwa như vậy, bác bỏ nó trên tài khoản Twitter của mình như là một "sự bịa đặt", và nhấn mạnh rằng bất kỳ ai chia sẻ nó hoặc tin nó là người điên rồ. Các cáo buộc về hoạt động này có liên quan đến nỗ lực chiến tranh của chính phủ Tunisia chống khủng bố liên kết với Al Qaida ở vùng núi Jebel ech Chambi giáp biên giới Algeria. Chính phủ liên minh Tunisia cáo buộc rằng hoạt động này bắt đầu với các cô gái Tunisia thông cảm với phong trào thánh chiến Hồi giáo ở đó, và sau đó lan truyền với các cô gái Tunisia tình nguyện đến để phục vụ tình dục cho các chiến binh thánh chiến Syria.